# غابرييل زابا
غابرييل زابا (بالإيطالية: Gabriele Zappa)‏ هو لاعب كرة قدم إيطالي في مركز الدفاع، ولد في 22 ديسمبر 1999 في مونزا في إيطاليا. لعب مع نادي بيسكارا.

## وصلات خارجية
- غابرييل زابا على موقع الاتحاد الأوربي (الإنجليزية)
- غابرييل زابا على موقع قاعدة بيانات كرة القدم.إي يو (الإنجليزية)
- غابرييل زابا على موقع Soccerbase.com (لاعب) (الإنجليزية)
- غابرييل زابا على موقع Soccerway.com (الإنجليزية)
- غابرييل زابا على موقع عالم كرة القدم.نت (الإنجليزية)